# Neurobionik
Die Neurobionik ist ein Teilgebiet der Bionik. Sie verbindet Neurowissenschaften, Biologie und angewandte Medizintechnik, um neue medizinische Verfahren zu entwickeln, mit denen sich zerstörte Nervenbahnen oder Nervenkontakte nach Krankheiten oder Unfällen wiederherstellen lassen.

## Neurochip
Das interdisziplinäre Forschungsfeld der Neurobionik hat sich zum Ziel gesetzt, die verloren gegangenen Sinne oder Bewegungsfähigkeit von blinden, tauben oder querschnittgelähmten Menschen durch Implantationen von Mikrochips (Neurochip) ganz oder teilweise wiederherzustellen. Diese dienen als Überbrückung für zerstörte Nervenzellen als eine Gehirn-Computer-Schnittstelle (Brain-Computer-Interface), wobei die Mikrochips die neuralen Signale an den Computer weitergeben, der diese analysiert und an einen weiteren Mikrochip weiterleitet, welcher die Signale an Nervenkontakte oder Prothesen abgibt.